# Homec, Vojnik
Homec este o localitate din comuna Vojnik, Slovenia, cu o populație de 87 de locuitori.